# Šipka (priimek)
 Šipka [šípka] (srbsko Шипка, latinizirano: Šipka) je priimek več znanih osebnosti.

## Znane nosilke in nosilci priimka
- Bosiljka Šipka, srbska slikarka
- Danko Šipka (* 1962), srbsko-ameriški jezikoslovec, sin Milana Šipke (Wikipodatki)
- Koviljka Šipka, srbska igralka (Wikipodatki)
- Milan Šipka (1931 – 2011), srbski jezikoslovec, oče Danka Šipke (Wikipodatki)
- Ranko Šipka (1917 – 1944), bosanski častnik, partizan, narodni heroj Jugoslavije (1949) (Wikipodatki)